# Permisie de plăcere
Permisie de plăcere (titlu original: The Perfect Furlough, „Permisia perfectă”) este un film american de comedie din 1958 regizat de Blake Edwards și scris de Stanley Shapiro. A fost produs de Robert Arthur pentru Universal-International Pictures. Rolurile principale au fost interpretate de actorii Tony Curtis, Janet Leigh și Keenan Wynn.

## Prezentare
Armata are o problemă cu peste 100 de bărbați soldați staționați într-o bază arctică izolată de aproape un an care au probleme psihologice din cauza izolării lor. Prin urmare, ei și-au pierdut simțul disciplinei militare, sunt neglijenți și nepăsători în îndatoririle lor, iar moralul lor este la pământ. Întrucât este imposibil să acorde permisie tuturor soldaților, generalul lor comandant ține o întâlnire în SUA pentru a discuta care este cea mai bună soluție. Psihiatrul armatei, locotenentul Vicky Loren, sugerează ca soldații din baza izolată să decidă între ei care ar fi „permisia perfectă”, astfel are loc o loterie în care soldatul norocos va merge în concediu în timp ce restul soldaților vor simți permisia prin acesta. Ei hotărăsc ca permisia să aibă loc la Paris cu vedeta de film sex simbolul Sandra Roca.
Intrigantul caporal Paul Hodges câștigă la loterie și ajunge la Paris, Franța, într-un concediu de trei săptămâni. Armata este îngrijorată de faptul că reputația lui Hodges la femei va face armata de rușine dacă va avea succes cu vedeta de film. Lt. Loren și doi polițiști militari îl țin pe Hodges sub supraveghere constantă, dar Hodges plănuiește să ajungă în brațele Sandrei.

## Distribuție
- Tony Curtis - Caporal Paul Hodges
- Janet Leigh - Lt. Vicki Loren
- Keenan Wynn - Harvey Franklin

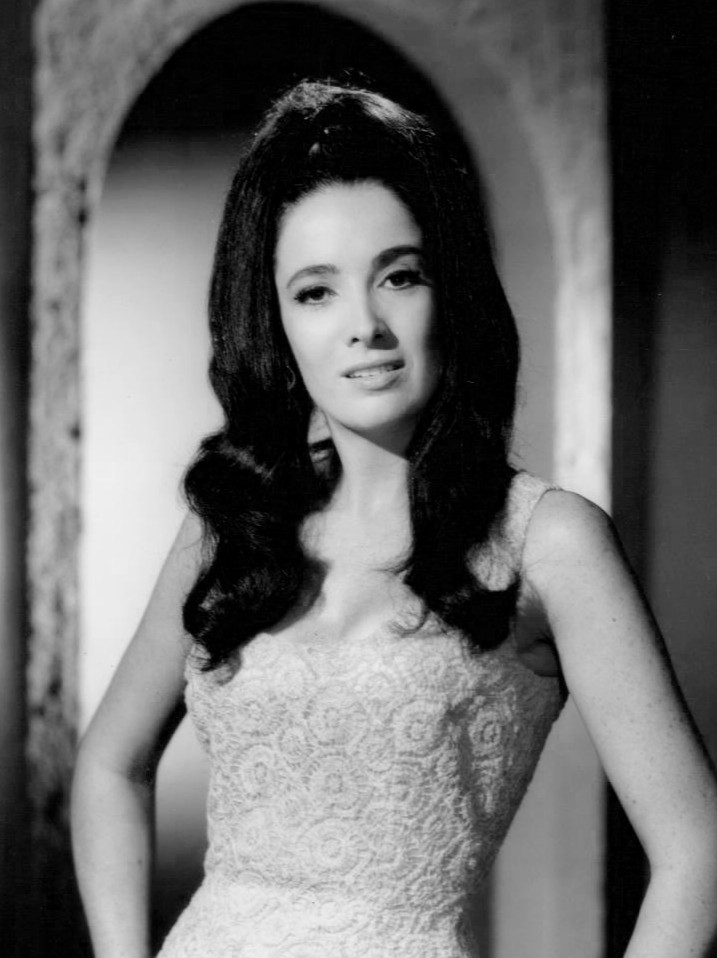
Linda Cristal în 1967

- Linda Cristal - Sandra Roca, sex simbol din Argentina
- Elaine Stritch - Liz Baker
- Marcel Dalio - Henri Valentin
- Les Tremayne - Col. Leland
- Jay Novello - Rene Valentin
- Regele Donovan - Maj. Collins
- Gordon Jones - „Sylvia”, MP #1
- Alvy Moore - Pvt. Marvin Brewer
- Lilyan Chauvin - asistentă franceză
- Troy Donahue - Sgt. Nickles
- Dick Crockett - Hans, MP #2
- Eugene Borden - doctor francez
- James Lanphier - asistent manager al hotelului